# Hoppecke
Die Hoppecke ist ein 34,7 km langer, westlicher und orographisch linker Zufluss der Diemel im nordrhein-westfälischen Hochsauerlandkreis und im hessischen Landkreis Waldeck-Frankenberg (Deutschland).

## Name
Am Erstbeleg des Ortes Hoppecke von 1113 als Hotepe wird ersichtlich, dass der ursprüngliche Name *Hōtapa gewesen sein muss. Dieser Name setzt sich zusammen aus dem Grundwort -apa und dem altsächsischen Adjektiv hōti mit der Bedeutung 'unwillig, feindselig'. Die Benennung erfolgte möglicherweise aufgrund der "Wildheit" des Flusses.

## Verlauf

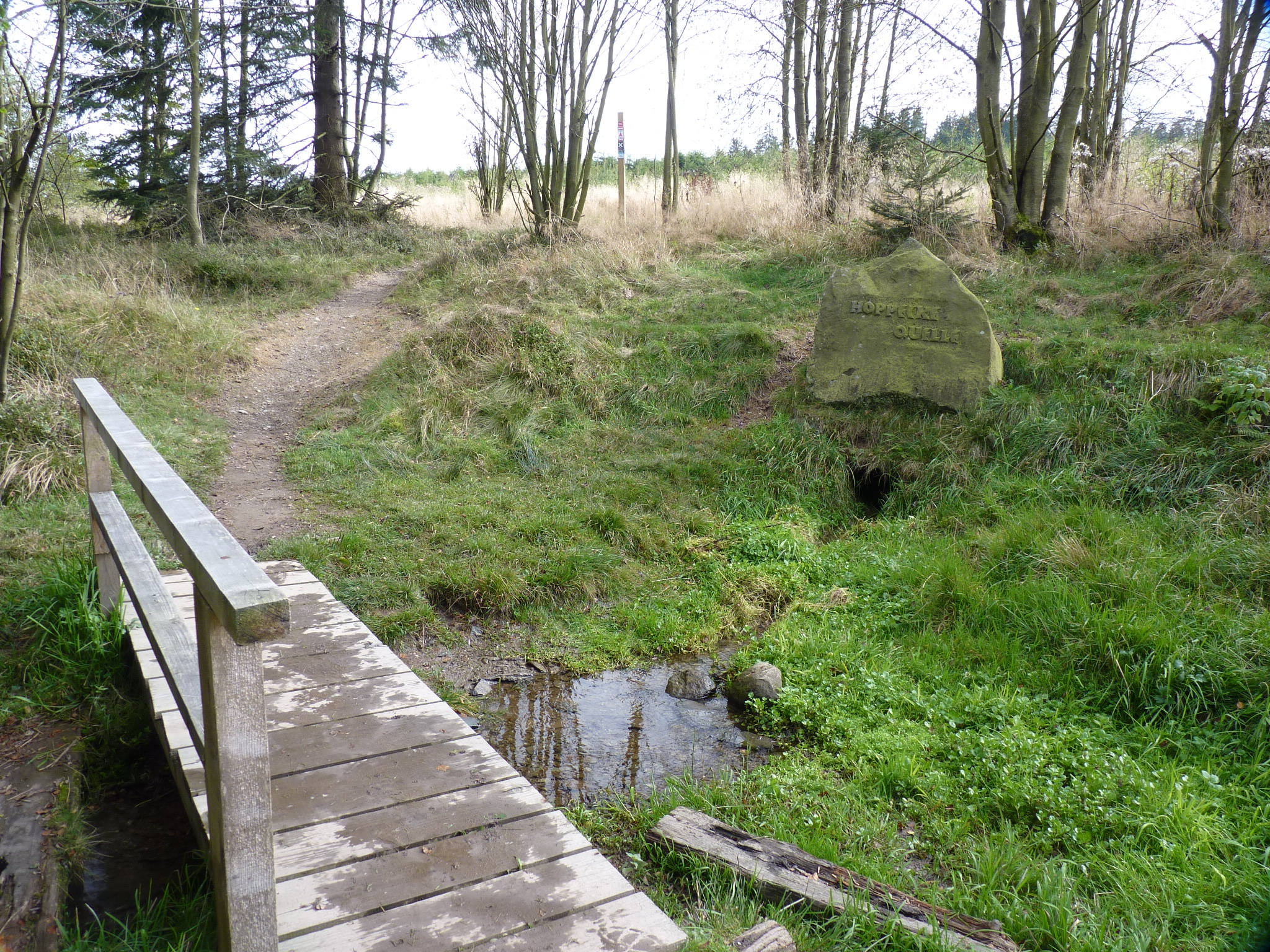
Die Hoppeckequelle am Rand der Niedersfelder Hochheide (Sept. 2014)

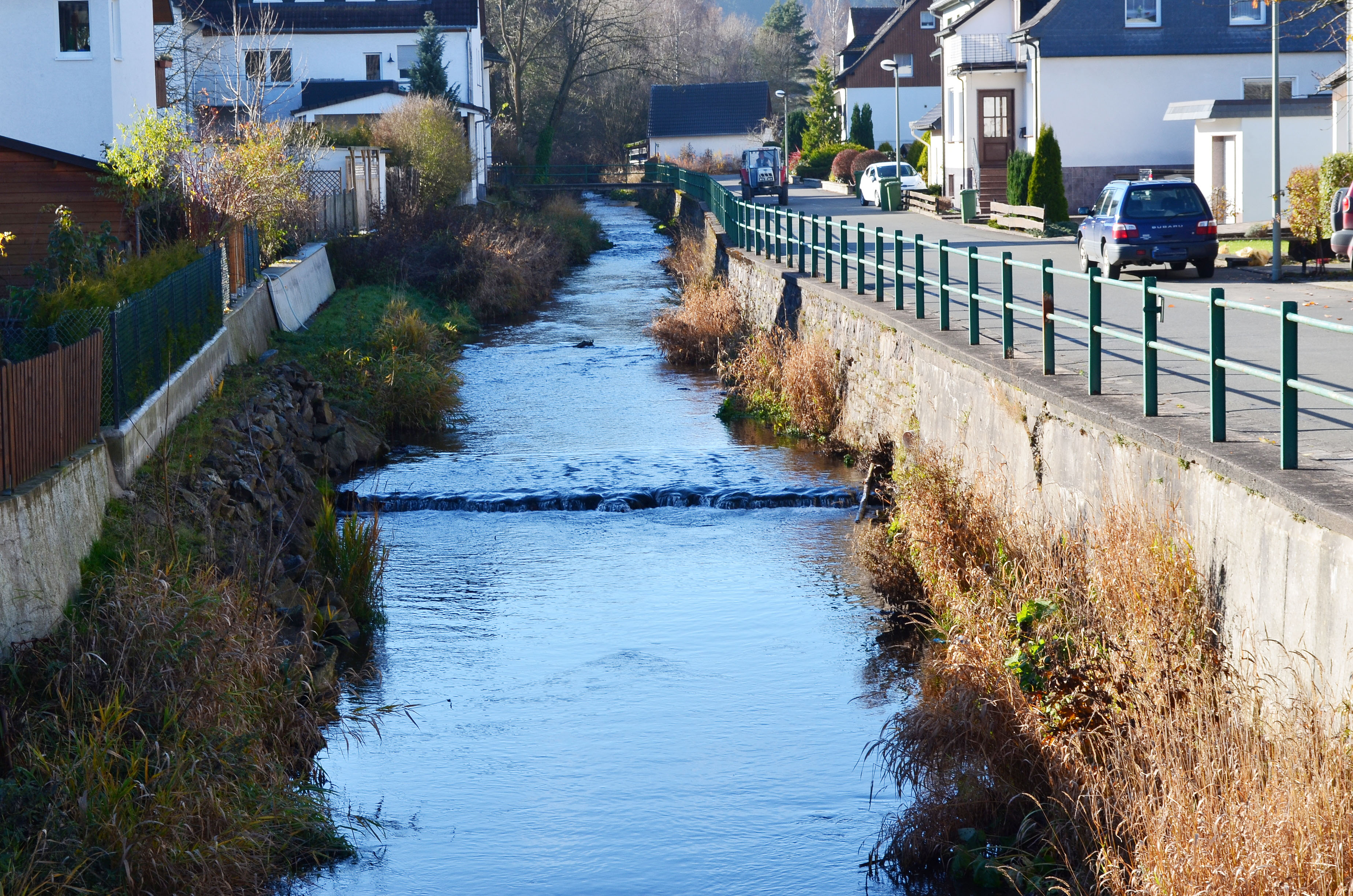
Die Hoppecke in Hoppecke

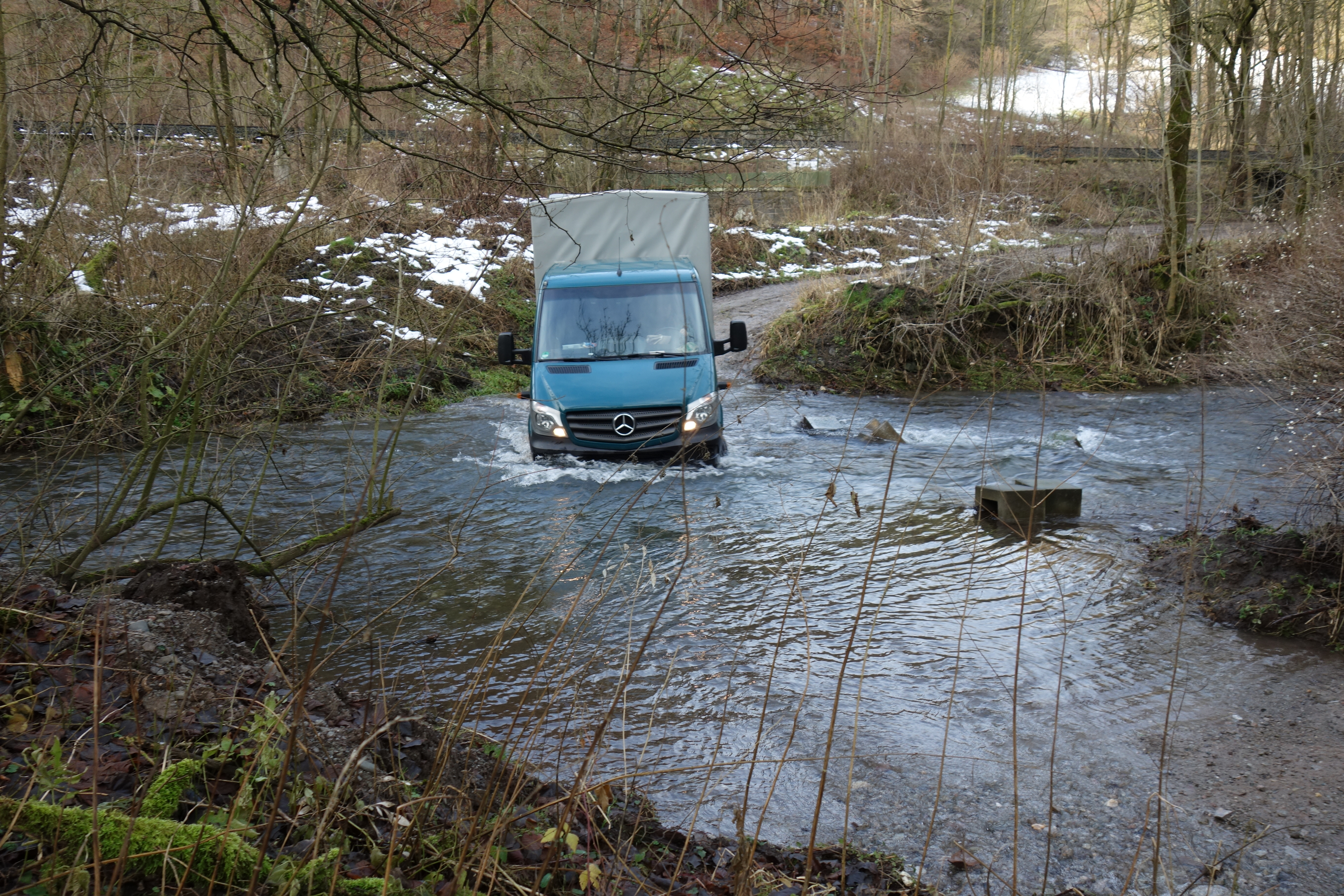
Sprinter durchfährt Furt der Hoppecke

Die Hoppecke entspringt nahe der Grenze von Westfalen mit dem Hochsauerlandkreis und Nordhessen mit dem Landkreis Waldeck-Frankenberg an der Nahtstelle der Regionen Sauerland und Upland. Die Hoppeckequelle liegt auf westfälischem Gebiet zwischen Hildfeld im Südsüdwesten und dem hessischen Willingen im Nordnordosten sowie zwischen dem westfälischen Clemensberg (ca. 837 m ü. NHN) im Südwesten und dem hessischen Hegekopf (842,9 m) im Nordnordosten. Sie befindet sich in der Hochheidelandschaft des Naturschutzgebiets Neuer Hagen auf etwa 780 m Höhe. Vorbei an der Hangschuttquelle führt der Fernwanderweg Rothaarsteig. Die Quelle ist eine Station des Rundwanderweges Der Goldene Pfad, der als Landschaftstherapiefad von Niedersfeld aus erreichbar ist.
Anfangs fließt die oft wasserreiche Hoppecke, die zumeist in nordöstlicher Richtung verläuft, nach Überqueren der Grenze zu Hessen recht steil bergab und dann westlich am Zentrum von Willingen vorbei, um knapp unterhalb des Ortes wieder nach Nordrhein-Westfalen zu gelangen. Danach macht sie einen langgestreckten Rechtsbogen entlang der von Willingen über Brilon-Wald, Hoppecke, Messinghausen und Beringhausen nach Marsberg führenden Eisenbahnlinie; auch der Nordwestabschnitt der Uplandbahn-Trasse, die von Korbach nach Brilon-Wald führt, verläuft durch das Hoppecketal. Dabei verläuft die Hoppecke unterhalb von Willingen in der Gegend von Brilon-Wald, vor dem die von Südwesten kommende Schmalah einmündet, erst entlang eines Abschnitts der Bundesstraße 251, später entlang der Landesstraße 870, die an der Diemel von der Ortschaft Hoppecke nach Bredelar führt, und letztlich entlang eines Abschnitts der Bundesstraße 7, die von Brilon nach Marsberg führt.
Wenige Kilometer weiter flussabwärts bzw. nordöstlich mündet die von Südwesten heranfließende Diemel in die Hoppecke an dieser Eisenbahnlinie in einem siedlungslosen Talbereich unterhalb der Ortschaft Bredelar, in der das gleichnamige Kloster steht. Ihre Mündung befindet sich auf etwa 268 m Höhe, so dass sich insgesamt 512 m Höhenunterschied ergeben. Sofern Zugang zu dem privaten Gelände möglich ist, kann der Zufluss der Hoppecke in die Diemel gut gesehen werden, wobei im Sommer die Vegetation im Uferbereich sehr dicht steht.

## Wasserscheide
Das Quellgebiet der Hoppecke befindet sich auf der langgestreckten Rhein-Weser-Wasserscheide: Während sich die Hoppecke, die im Naturschutzgebiet Neuer Hagen entspringt, über die Diemel der Weser zuwendet, fließt der Hillebach, der an der südwestlichen Seite des Bergkamms entspringt, über die Ruhr in den Rhein.

## Zur Einstufung als Nebenfluss
Interessant am Diemel-Zufluss Hoppecke ist, dass er bis zu seiner Mündung geringfügig länger (34,7 km gegenüber 32,4 km) ist als der Diemel-Oberlauf bis dorthin. Indes ist das Einzugsgebiet der Hoppecke deutlich kleiner als das der bereits durch Itter und Rhene gespeisten Diemel und die Abflussmenge entsprechend geringer.
Anders als die vor allem historisch als „Nebenfluss“ der Fulda geführte Eder ist somit, trotz ihrer Länge, die Hoppecke ein Nebenfluss der Diemel im eigentlichen Sinne.

## Einzugsgebiet und Zuflüsse
Das Einzugsgebiet der Hoppecke ist 92,371 km² groß. Zu ihren Zuflüssen gehören diese Fließgewässer – angegeben ist jeweils die orographische Zuordnung Lage der Mündung, die Länge in Kilometern (km), das Mündungsgebiet und die Mündungshöhe in Meter über Normalhöhennull (NHN); in Hoppecke-Zuflüsse mündende Bäche sind etwas eingerückt dargestellt, kleiner und kursiv geschrieben:
| Name                         | Lage   | Länge (km) | Mündungsgebiet                                         | Mündungshöhe (m ü. NHN) |
| ---------------------------- | ------ | ---------- | ------------------------------------------------------ | ----------------------- |
| Ruthenaar                    | rechts | 1,8 km     | bei Willingen                                          | 610 m                   |
| Bach an der Landesgrenze     | links  | 1,3 km     | unterhalb Willingen                                    | 545 m                   |
| Steinsiepen                  | links  | 0,9 km     | unterhalb Willingen                                    | 519 m                   |
| Große Eimecke                | rechts | 0,8 km     | unterhalb Willingen                                    | 500 m                   |
| Schusterhöhlen               | rechts | 1,1 km     | bei Brilon-Wald-Schellhorn                             | 498 m                   |
| Klußsiepen                   | links  | 0,9 km     | unterhalb Schellhorn                                   | 496 m                   |
| Kleine Eimecke               | rechts | 1,4 km     | unterhalb Schellhorn                                   | 483 m                   |
| Kleines Höhlchen             | rechts | 1,1 km     | beim Kloster St. Josef                                 | 472 m                   |
| Schmalah                     | links  | 6,1 km     | unterhalb Kloster St. Josef                            | 470 m                   |
| Leimständersiepen            | rechts | 0,8 km     | in Brilon-Wald                                         | 468 m                   |
| Äskerfsiepen (Aeskerfsiepen) | links  | 0,6 km     | in Brilon-Wald                                         | 460 m                   |
| Lüttmecke                    | links  | 1,7 km     | bei Brilon-Wald                                        | 440 m                   |
| Bieber                       | rechts | 3,1 km     | nahe Gudenhagen-Petersborn, oberhalb der Jickjackmühle | 414 m                   |
| Laupke                       | rechts | 3,85 km    | unterhalb der Jickjackmühle                            | 410 m                   |
| Hängemecke                   | links  | 2,75 km    | unterhalb der Pulvermühle                              | 406 m                   |
| Bremecke                     | rechts | 5,3 km     | unterhalb der Pulvermühle                              | 400 m                   |
| Jückenhohl                   | rechts | 1,6 km     | oberhalb „An der Bremecke“                             | 524 m                   |
| Schwartmecke                 | rechts | 2,2 km     | weit oberhalb „An der Bremecke“                        | 438 m                   |
| Hudebach                     | rechts | 1,9 km     | in Hoppecke                                            | 395 m                   |
| Bernicker Bicke              | rechts | 2,4 km     | in Messinghausen                                       | 370 m                   |
| Attenfils                    | links  | 2,45 km    | unterhalb Messinghausen / Niederhof                    | 321 m                   |
| Bredelarer Bach              | links  | 3,75 km    | in Bredelar                                            | 297 m                   |
| Schwarzbach                  | links  | 1,45 km    | unterhalb Bredelar                                     | 275 m                   |
| Langegrundbach               | links  | 3,55 km    | unterhalb Bredelar                                     | 277 m                   |

## Ortschaften
Ortschaften an der Hoppecke sind:
- Willingen
- Brilon-Wald
- Gudenhagen-Petersborn
- Hoppecke
- Messinghausen
- Beringhausen
- Bredelar